# Semeru
Semeru o Monte Semeru (del indonesio: Gunung Semeru) es un volcán situado en Java, Indonesia. Es la montaña más alta de la isla de Java. Este estratovolcan también es conocido como Mahameru, significado de La gran montaña.
El nombre deriva del monte mítico hindú-budista: Meru o Sumeru, «la morada de los dioses».

## Geología

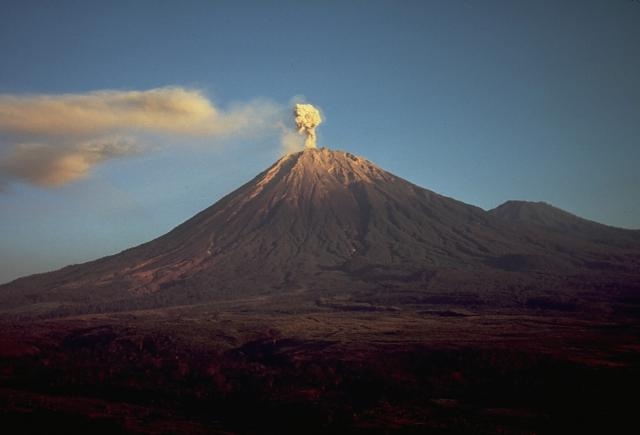
Semeru en 1985

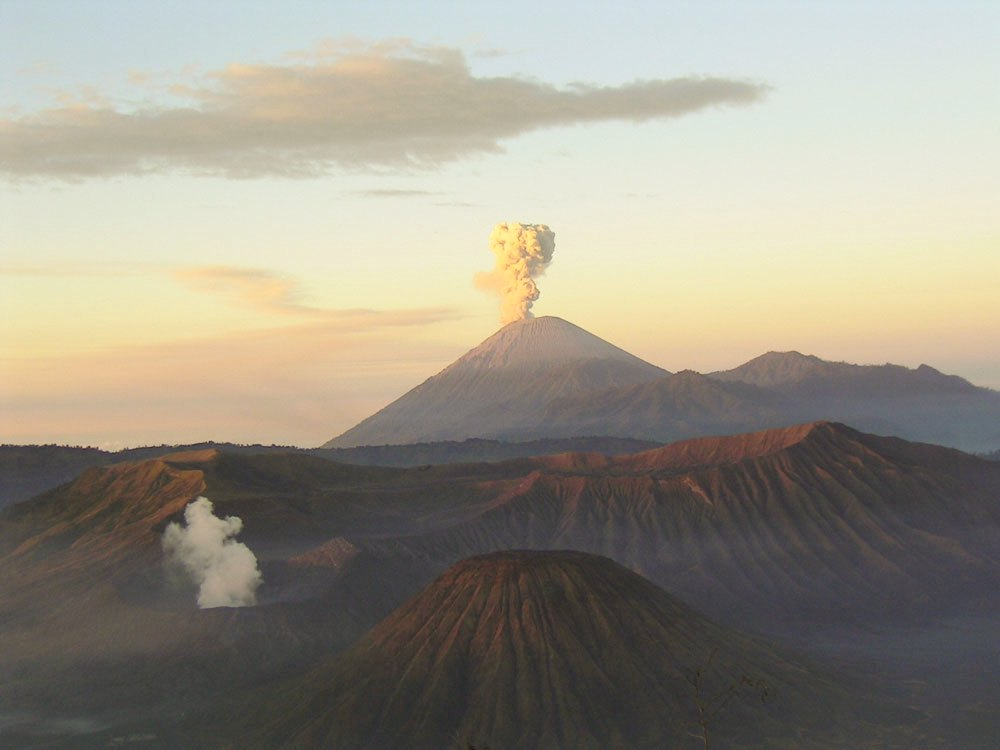
Semeru, julio de 2004

Conocido también como Mahameru (Gran Montaña), se alza abruptamente sobre los planos costeros de Java del este, con una cumbre muy pronunciada. En su cráter se puede apreciar un Lago de cráter formado a través de una línea en la cumbre del volcán. Se formó al sur de la superposición Ajek-ajek y Jambagan Caldera. Semeru se encuentra en el extremo sur del Complejo Volcánico de Tengger.

## Historia eruptiva
La historia eruptiva del Semeru es bastante amplia. Desde 1818, ha entrado 55 veces en erupción (10 de las cuales han resultado fatales) consistiendo estas en ríos de lava y flujo piroclástico. Todas las erupciones que el Semeru ha tenido han sido recogidas y clasificadas.
El Semeru ha permanecido en un estado de constante erupción desde 1967 hasta el presente. Siendo estas pequeñas erupciones de más o menos 20 minutos de duración.
El Semeru suele ser escalado habitualmente por turistas, empezando por el pueblo de Ranu Pane hacia el norte, para los no-expertos esto puede resultar muy peligroso Soe hok Gie, un activista indonesio de los años 60 murió en 1969 debido a la inhalación de gases venenosos mientras escalaba el Semeru.

## Mitología
El Semeru recibe el nombre de Sumeru, el mundo-montaña central en la cosmogonía budista y por extensión Hinduismo. Como se indica en la leyenda, fue trasplantado desde la India, la historia se registra en el trabajo del siglo XV del este de Java Tantu Pagelaran. Se colocó originalmente en la parte occidental de la isla, lo que causó una punta a la isla , por lo que se movió hacia el este. En ese viaje, las partes mantienen que sale del borde inferior, formando las montañas de Lawu, Wilis, Kelut, Kawi, Arjuno y Welirang. El daño causado así al pie de la montaña hizo que al temblar, la parte superior se desprendiese y crease Penanggungan Sin lugar a duda, los volcanes son fuente de inspiración para muchas creencias, leyendas y culturas, debido al gran poder destructivo y de vida que tienen. Por esto es fácil comprender que Semeru es la morada de los dioses para el Hinduismo.